# Siam-Journal

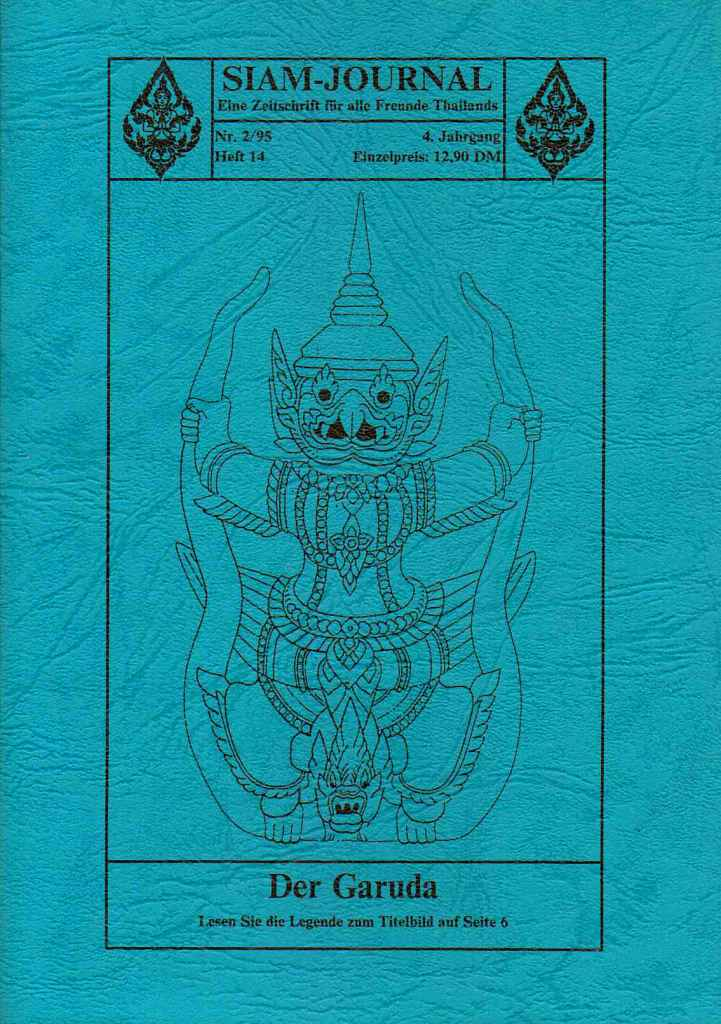
Siam-Journal Nr. 2-1995, Heft 14

 In Zusammenarbeit mit dem Thailändischen Fremdenverkehrsamt, der Thailändischen Botschaft in Berlin und dem thailändischen Generalkonsulat Frankfurt, wurde 1992 das Siam-Journal von Axel Ertelt, Halver und Wilfried Stevens, Düsseldorf, gegründet, um die thailändische Kultur in Deutschland zu repräsentieren und die Deutsch-thailändische Beziehungen zu fördern. Die Gründer des Siam-Journals sind mit einer Thailänderin verheiratet und daher mit dem Königreich tief verwurzelt. Die erste Ausgabe erschien Anfang 1992 und hatte den Untertitel Eine Zeitschrift für alle Freunde Thailands. Das Journal hatte in der Anfangszeit einem Seitenumfang von 24 Seiten und kam 4 mal im Jahr heraus. Nach zwei Jahren wurde die Zeitschrift um die Beziehungen zwischen Thailand und der Schweiz sowie Österreich erweitert und erhöhte den Umfang auf 36 Seiten. Die Themenbereiche des Siam-Journals waren Aktivitäten und Informationen über Thailändische Kulturvereine und buddhistische Thai-Tempel in den Ländern Deutschland, Österreich und der Schweiz sowie die Verbreitung von kulturellen und offiziellen Terminen und Veranstaltungshinweisen.
Eine enge Zusammenarbeit mit der Thailändische Botschaft in Berlin und den thailändischen Konsulaten und dessen Weitergabe von Neuigkeiten und Terminen bestätigte dabei die Anerkennung. Das breite Spektrum der Zeitschrift beinhalte weiterhin Themen wie die Thailändische Kultur, Geschichte, Buddhismus und Religion sowie weitergehende Informationen aus Thailand und Rezensionen von Büchern zu Thailand. Die Zeitschrift wurde am 31. Dezember 2003 mit der Ausgabe 46 eingestellt.

## Sonderausgaben

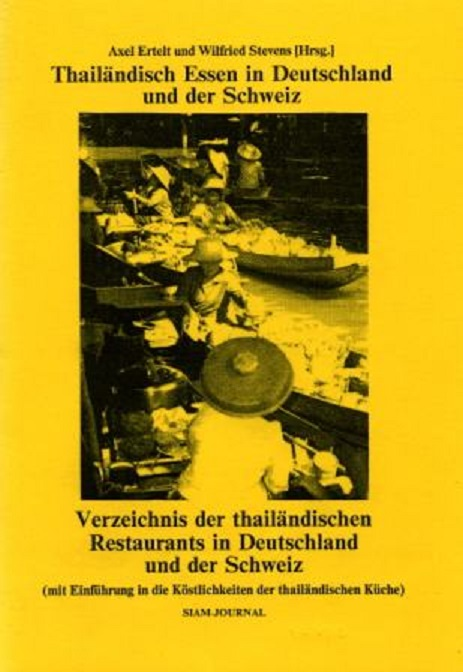
Ausgabe 1997

Durch die Beziehungen mit thailändischen Geschäftsinhabern von Thailändischen Restaurants entstanden zwei Sonderausgaben des Siam-Journals. 1995 erschien die Ausgabe Thailändisch Essen in Deutschland, mit Hunderten Adressen und Informationen über die Thailändische Küche. Zwei Jahre später erfolgte die zweite und erweiterte Ausgabe Thailändisch Essen in Deutschland und der Schweiz mit rund 400 Adressen. Auch wurden die Informationen über die Thailändische Küche mit Rezepten erweitert. Beide Ausgaben wurden vom Thailändischen Fremdenverkehrsamt und auch vom Thailändischen Gaststättenverband hoch gelobt.